# Marcelin René Bérenger
Pour les articles homonymes, voir Bérenger.
Pour les autres membres de la famille, voir Famille Bérenger.
Marcelin René Bérenger, ou Marcellin René Bérenger, né le 17 avril 1744 à Valence dans la province du Dauphiné et mort dans la même ville le 2 mai 1822, est un homme politique et magistrat français.
Il est député du tiers état aux États généraux de 1789.

## Biographie
Marcelin René Bérenger est né le 17 avril 1744 à Valence dans la province du Dauphiné,.
Marcelin René Bérenger est procureur du roi à l'élection de Valence. 
Le 2 janvier 1789,, il est élu député du tiers état aux États généraux de 1789 pour la province de Dauphiné,,,,. Il est le quatrième député du tiers état de la province de Dauphiné, sur douze élus,.
Marcelin René Bérenger siège jusqu'à la fin de la session de l'Assemblée nationale constituante le 30 septembre 1791. Le 7 septembre 1791, il est élu président du tribunal criminel de la Drôme. 
Rallié au Consulat, il est nommé juge au tribunal d'appel de Grenoble le 12 prairial an VIII (1er juin 1800). Il démissionne de cette fonction en 1806 et revient à Valence. Il meurt à Valence le 2 mai 1822,.
Il est le père du magistrat, député et pair de France Alphonse Bérenger, dit de la Drôme, et le grand-père du magistrat, sénateur et ministre René Bérenger,.